# 達齊基 (亞沃里夫區)
50°1′24″N 23°21′57″E / 50.02333°N 23.36583°E
達齊基（烏克蘭語：Дацьки），是烏克蘭的村落，位於該國西部利沃夫州，由亞沃里夫區負責管轄，始建於1901年，面積0.34平方公里，海拔高度235米，2001年人口109，人口密度每平方公里323.44人。